# Suarri
Suarri est le mot basque désignant le silex. Dans certains endroits du Pays basque on le désigne sous le nom de mugue, muger. Jusqu'au début du XXe siècle on l'a couramment utilisé pour produire du feu. On l'a également utilisé jusqu'à nos jours, sous forme d'éclats tranchants grossièrement taillés, dans les tribulums (voir explication plus bas), essentiellement en Navarre/Navarra et en Alava/Alaba. La confection du tribulum et surtout la taille du silex qui s'y rapporte, était le fait de spécialistes en la matière. Ces derniers parcouraient les villages, accompagnés d'un âne chargé du silex qu'ils avaient extrait eux-mêmes des carrières locales. 
Les noms basques du tribulum sont : estrazi, txistarrazi, ixtexi, aultzi, termes employés surtout en Navarre.
Dans certains endroits on considère que les éclats de silex trouvés dans la campagne sont des pierres de foudre ou Oneztarri, comme si c'était de la foudre tombée des nuées responsables des tempêtes, de même que tombent des haches en pierre polie.

## Étymologie
Suharri signifie « silex » en basque, de su (« feu ») et harri (« pierre »). Le suffixe a désigne l'article : suharria se traduit donc par « le silex ».

## Tribulum
Le tribulum est un outil de l'époque néolithique que l'on trouve surtout dans le pourtour méditerranéen. 
Explications du professeur L. R. Nougier, "Guide de la préhistoire", Hachette, 1977 p. 171- 172:
le tribulum est un plateau rectangulaire de grosses planches, trainé par une paire de bœufs (de chevaux ou de mulets) que l'on fait tourner sans trêve sur l'aire de battage. La face inférieure du tribulum, qui frotte contre le sol, est hérissée de rangées de silex, des éclats plus ou moins informes, incrustés dans le bois, pour déchirer la paille et la séparer du grain.